# Mørkedysse

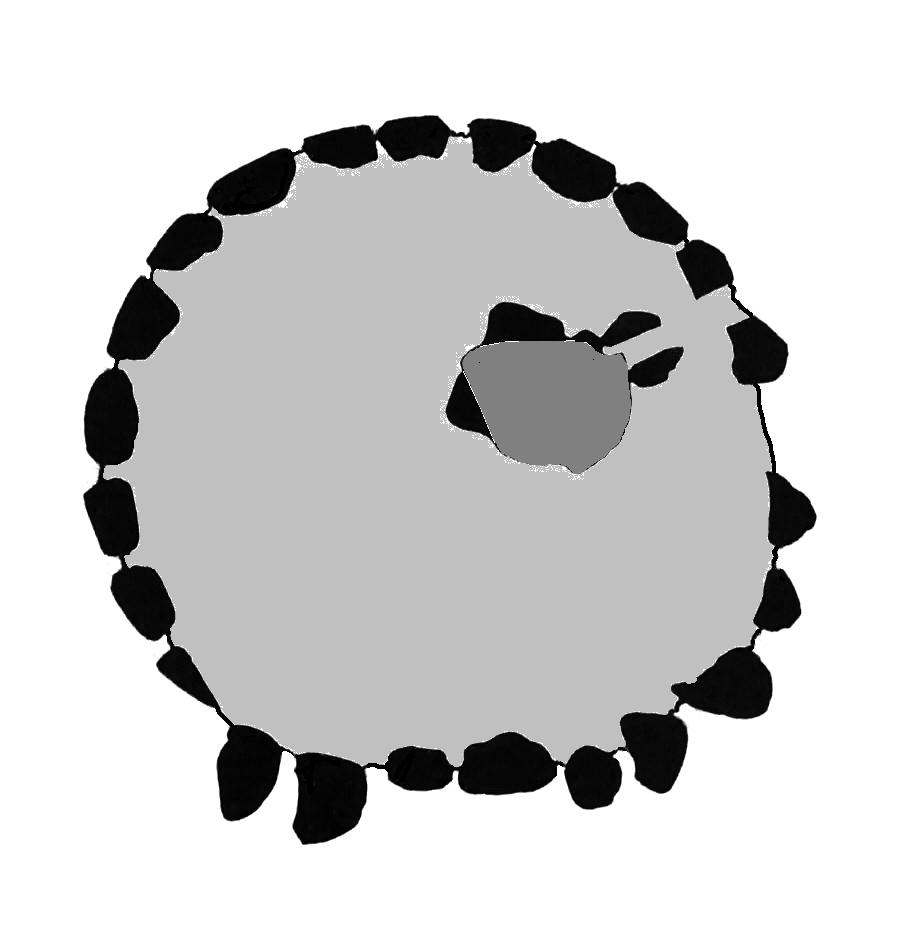
Schema eines Runddysse von oben gesehen

Der Mørkedysse (deutsch „der dunkle Dolmen“) ist der Rest eines Dolmens in Form von zwei großformatigen Steinen neben der Forststraße im nördlichen Teil des Slagslunde Skov (Wald) in der Egedal Kommune auf der dänischen Insel Seeland. Die Anlage entstand zwischen 3500 und 2800 v. Chr. als Megalithanlage der Trichterbecherkultur (TBK) und wurde 1942 unter Schutz gestellt.
Der Nordost-Südwest orientierte Runddysse ist ein Urdolmen auf einem flachen Hügel, dessen Randsteine fehlen. Von der Kammer sind drei der vermutlich fünf Steine erhalten. Die Länge der Kammer betrug etwa 1,75 m und die Breite 1,1 m.
Urdolmen gehören zu den frühen Dolmen. Sie waren rechteckige Kammern aus meist vier großen liegenden Steinen und einem großen Deckstein. Die ganglosen Anlagen (in Deutschland Blockkisten genannt) wurden in der Regel für eine Person errichtet. Es gibt keine Informationen über Beigaben aus dieser Anlage.